# Jupiter Europa Orbiter
Jupiter Europa Orbiter era una sonda que formaba parte del conjunto de dos misiones previstas de las que se componía la misión no tripulada Europa Jupiter System Mission - Laplace (ESJM/Laplace), su finalidad era la de estudiar la magnetosfera de Júpiter y orbitar sus lunas Io y Europa, estaba previsto su lanzamiento para el año 2020 y llegada a su órbita en el año 2025. También tenía como objetivo principal buscar evidencia de un supuesto océano subterráneo.